# XX Большой Медведицы
XX Большой Медведицы (лат. XX Ursae Majoris) — одиночная переменная звезда в созвездии Большой Медведицы на расстоянии приблизительно 5440 световых лет (около 1668 парсеков) от Солнца. Видимая звёздная величина звезды — от +13,9m до +13,4m.

## Характеристики
XX Большой Медведицы — красная пульсирующая медленная неправильная переменная звезда (LB:) спектрального класса M4:. Эффективная температура — около 4861 К.